# 连通器

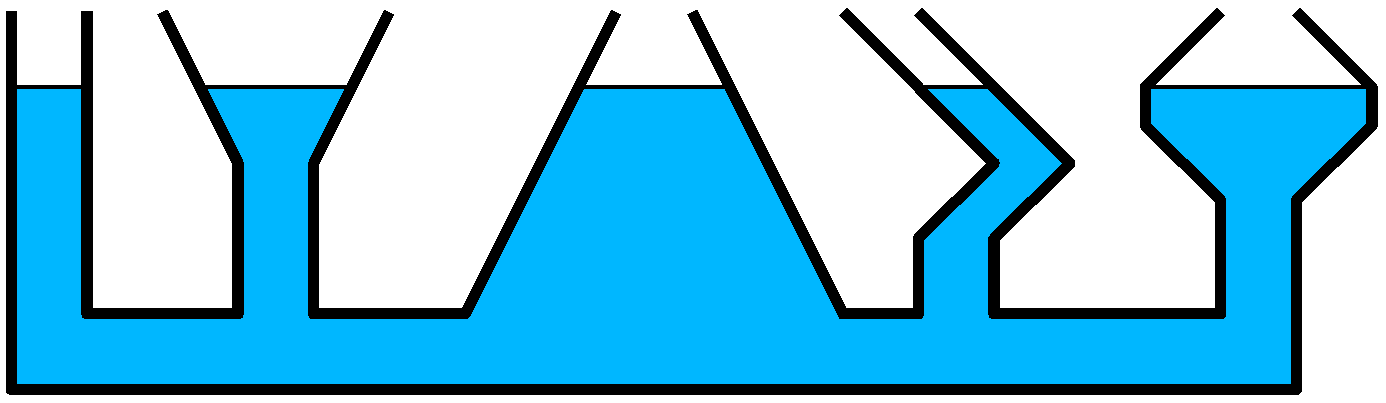
连通器

连通器指上端开口不连通，下部连通的容器。例如U型管就是一种典型的连通器。若向连通器内倒水，则当水停止流动时，连通器的液面会相平。因为水面到器底同一水平面上的深度相同，压强相同，液体便能保持静止状态。最早由荷兰科学家西蒙·斯蒂文发现。